# Reinhold Oberlercher
Reinhold Oberlercher, né le 17 juin 1943, est un essayiste allemand.

## Biographie
Politiquement il se définit comme un "national-marxiste".

## Œuvres
- Die moderne Gesellschaft. Ein System der Sozialwissenschaften (Bern, 1987)
- „Lehre vom Gemeinwesen“ (Berlin, 1994; traduction en tchèque, Prag, 2000)
- „Hundert-Tage Programm der nationalen Notstandsregierung“
- „nationalen Lagers“
- „Einstellungsverbot für ausländische und volksfremde Arbeitskräfte“
- „die standrechtliche Erschießung von Rauschgiftbesitzern“
- „Verbot der Ideologie der Menschlichkeit“
- „Verbot des Pazifismus“
- „Wiedereinsetzung des Deutschen Reiches“
- Die 68er Wortergreifung, in: Staatsbriefe 4 (1994), S. 28-32
- Das ABC der politischen Begriffe, in: Staatsbriefe 6 (1994), S. 28-35
- Aussichten der neuen Weltordnung, in: Staatsbriefe 3 (1991), S. 6
- Arbeitslose Einkommen, in: Hier&Jetzt, 1 (2005), S. 5
- Die Carl-Schmitt-Falle, in: Staatsbriefe 10 (1993), S. 28-31
- Eine DDR-Denkschrift, in: Die Aula 11 (1989), S. 14f.
- Das Gesetz. Kritik des legalen Denkens (=Schriften des Neuen Deutschen Idealismus, Bd. 1), Mengerskirchen 2008
- Die moderne Gesellschaft. Ein System der Sozialwissenschaften (=Europäische Hochschulschriften, Reihe XXII, Bd. 149), Frankfurt a.M. u.a. 1987
- Zur Didaktik der Politischen Ökonomie, Hamburg 1973
- Die raumorientierte Volkswirtschaft. Wirtschaftspolitisches Programm der deutschen National-demokratie (Entwurf), 7 (1998)
- Dienst & Leistung, in: Staatsbriefe 1 (1995), S. 45
- Die Edelkonserve, in: Staatsbriefe 12 (1996), S. 39f.
- Es lebe der Imperialismus!, in: Neues Forum 3 (1978), S. 13
- Europäische Freiheit und Reichsidee, in: Europa Vorn 12 (1991), S. 21
- Fundamentum Saeculum, in: Staatsbriefe 1 (1990), S. 34f.
- Gewerkschaften als Kartelle, in: Neues Forum 8 (1977), S. 45-47
- Gemeinwirtschaftlicher Kapitalismus, in: Neues Forum 2 (1978), S. 20-25
- Hoch die Arbeitslosen!, in: Neues Forum 4 (1977), S. 29-31
- Hegels System in Formeln (=Schriften des Neuen Deutschen Idealismus, Bd. 4), Mengerskirchen 2010
- Immigrationismus in: Staatsbriefe 1 (1994), 37f.
- Kapitalstrategie & Autokrieg, in: Staatsbriefe 9 (1993), S. 32
- Zur Kritik an den hundert Punkten, in: Staatsbriefe 3 (1993), S. 3-5
- Kapitalismus in Formeln. Lehrweise der politischen Ökonomie, Hamburg 1976
- Der Kapitalismus selbst ist die Revolution, in: Neues Forum 6 (1978), S. 7f.
- Das Kapital von Karl Marx formalisiert und vollendet (=Schriften des Neuen Deutschen Idealismus, Bd. 3), Mengerskirchen 2009
- Links & Rechts, in: Staatsbriefe 9-10 (1996), S. 32
- Lehre vom Gemeinwesen, Berlin 1994
- Marx gegen Kernkraft 1:0, in: Neues Forum 2 (1977), S. 14f.
- Maßnahmen zur Wiederherstellung der Deutschen Volkswirtschaft, 8 (1996)
- Nieder mit dem Stamokap!, in: Neues Forum 6 (1977), S. 17
- Die Neue Rechte und die Nation, in: Sleipnir 1 (1995), S. 43f.
- Österreich, die Weltrevolution und die Wiedervereinigung, S. 159-171, in: Gerd-Klaus Kaltenbrunner (Hg.), Was ist deutsch? Die Unvermeidlichkeit, eine Nation zu sein, Asendorf 1988
- Offenkundigkeiten, in: Sleipnir 2 (1995), S. 9
- Positive Dialektik, in: Staatsbriefe 11 (1994), S. 30-33
- Über Pöbelherrschaft und Sprachverfall in Deutschland, in: Die Aula 4 (1988), S. 20-22
- Positive Dialektik, in: Hegel-Jahrbuch 1995, S. 133-138
- Programm der reichsdeutschen Bewegung, in: Staatsbriefe 1 (1991), S. 3f.
- Der Putsch und andere Extreme, in: Staatsbriefe 2 (1995), S. 26f.
- Der Rechtsstaat ist ein Papiertiger, in: Neues Forum 5 (1977), S. 11
- Die Republik wieder als Reich?, in: Ostpreußenblatt 12. September 1992/37, S. 11
- Das Subjekt der Weltgeschichte. Ein Konstruktionsversuch, in: Hegel-Jahrbuch 1981/1982, S. 164-172
- Systemlinge im Abwehrkampf - Spätlese, in: Staatsbriefe 2 (1994), S. 38-40
- Systematische Miniaturen über Pädagogik, Recht, Staat, Globalisierung (=Schriften des Neuen Deutschen Idealismus, Bd. 2), Mengerskirchen 2009
- Topographischer Anhang zur Strategiekiste, in: Staatsbriefe 2 (1994), S. 3-5
- Theorien über die Arbeitskraft in der neueren Geschichte des pädagogischen und philosophischen Denkens. Bd. 1. Diesterweg-Komensky-Makarenko, Diss., Hamburg 1975
- Vergemeinschaftung der Gesellschaft, in: Staatsbriefe 3 (1990), S. 13-15
- Vorschläge zu den Grundsatzthesen des Hofgeismarkreises, in: Staatsbriefe 4 (1994), S. 14f.
- Vorherrschaft und Vorknechtschaft, in: Staatsbriefe 10 (1995), S. 28-32
- Wer nicht hören will, muss fühlen, in: Staatsbriefe 8-9 (1991), S. 57
- Zerlegung der Lage. Axiomatische Bemerkungen zum Lagebegriff des Politischen, S. 235-240, in: Volker Beismann/Markus Josef Klein (Hg.), Politische Lageanalyse. Festschrift für Hans-Joachim Arndt zum 70. Geburtstag am 15. Januar 1993, Bruchsal 1993
- Zurück nach Potsdam!, in: Staatsbriefe 2 (1990), S. 5f.